# Janet Reeves
Janet Reeves je americká novinářka a fotografka, vítězka Pulitzerovy ceny za rok 2000.

## Životopis
Pracuje pro Rocky Mountain News v Denveru jako součást týmu fotografů, s nimiž společně v roce 2000 získala Pulitzerovu cenu Pulitzer Prize for Breaking News Photography, slovy Pulitzerovy komise, fotografové denverské společnosti Rocky Mountain News, „za jejich fotografickou dokumentaci studentů po střeleckém masakru na Columbine High School poblíž Denveru.“